# Алберноа
Алберноа (порт.  Albernoa) — фрегезия (район) в муниципалитете Бежа округа Бежа в Португалии. Площадь территории — 109,89 км². Население — 890 человек. Плотность населения — 8,1 чел/км².